# Heinrich Glasl
Heinrich Glasl (* 9. Dezember 1940 in Wasserburg am Inn; † 8. November 2012 in Hamburg) war ein deutscher Pharmazeut und Hochschullehrer.
Glasl arbeitete nach seinem Abitur als Pharmaziepraktikant, später als pharmazeutischer Mitarbeiter in der Apotheke seiner Eltern in Wasserburg. An der Universität München studierte er von 1963 bis 1967 Pharmazie und schloss sein Studium mit dem Staatsexamen ab. An das Studium schloss er seine Promotion an, unter Anleitung von Hildebert Wagner fertigte er seine Dissertationsarbeit zum Thema Über die Glykolipoide, Phosphatide und Fettsäuren grüner und farbloser Süß- und Salzwasseralgen an. Nach der Promotion zum Dr. rer. nat. 1970 wechselte er als Apotheker in die Industrie.
1971 kehrte er an die Universität München zurück (bis 1976) und bereitete sich auf die Habilitation vor, die er 1977 an der Universität Hamburg abschloss. Von 1976 bis 1978 war er an der Universität Hamburg zunächst als Wissenschaftlicher Rat, später als H2-Professor tätig. 1978 wurde er als C3-Professor an das Institut für Pharmazeutische Biologie der Universität Frankfurt berufen.
1984 nahm er einen Ruf auf eine C3-Professur an der Westfälischen Wilhelms-Universität in Münster an, wo er zunächst für ein Jahr auch die Gesamtleitung des Institutes für Pharmazeutische Biologie übernahm.
Im April 2005 ging Heinrich Glasl in den Ruhestand.
Neben seiner Lehr- und Forschungstätigkeit war Glasl über 20 Jahre für die Erstellung der pharmazeutischen Prüfungen beim IMPP in Mainz tätig. Er arbeitete in der Kommission für Lehre und studentische Angelegenheiten in Münster mit und war Leiter der Studienordnungskommission Pharmazie sowie Studienberater.
Lag sein wissenschaftlicher Schwerpunkt zunächst auf dem Bereich der ätherischen Öle, wandte er sich später den Flavonoiden, Procyanidinen und Phenolcarbonsäuren zu. Seine Methoden wandelten sich vom phytochemischen Aspekt zu den physiologischen Aspekten, unter anderem dem Einfluss traditioneller Heilpflanzen wie Achillea und Capsella auf die Blutgerinnung.